# 抱擁 (漫画)
『抱擁』（ほうよう）は、Mariaによる漫画。『ザ マーガレット』（集英社）にて2004年7月号から11月号に掲載された。また、番外編が2005年3月号に掲載された。単行本は全2巻が発売されている。

## あらすじ
5歳の頃、父親の浮気が原因で両親が離婚し母親と2人暮しの環。父は兄だけを連れて出て行き、以来「自分はいらない子」という思いが捨てきれず、恋愛にも前向きになれずにいた。母との間でも父と兄の話題は禁句となっていたが、ある日2人揃って兄の夢を見た。
そしてその朝、10年以上離れて暮らしていた兄・恭介が突然尋ねて来た。久しぶりの親子の団欒を楽しむ3人だが、超イケメンに成長した兄に環はときめいてしまう…。

## 登場人物
相葉 環（あいば たまき）
16歳。自慢だった父親に「いらない」と言われたことが原因で、恋愛に対しても本気になれないでいた。
藤原 恭介（ふじわら きょうすけ）
環の兄。小さい頃から病気がちで、近所の子どもにいじめられていた。進行性の胃癌で亡くなる。享年17。
相葉 時子（あいば ときこ）
環･恭介の母親。保険外交員。
大橋 隆太（おおはし りゅうた）
恭介の小学校来の親友。恭介に「一週間自分の代わりに環たちと過ごして欲しい」と頼まれた。恭介として環に接するうちに環を好きになる。
藤原 秀行（ふじわら ひでゆき）
環・恭介の父親。会社社長。
兼田 美鈴（かねだ みすず）
恭介が入院していた病院の外科病棟の看護婦。恭介と付き合っていた。

## 書誌情報
- 1. 2005年1月30日発行、ISBN 4-08-847822-3 - 読み切り「キラキラの世界で」収録
  2. 2005年7月30日発行、ISBN 4-08-847879-7 - 番外編「最後のわがまま」収録